# Conjectura de Dyson

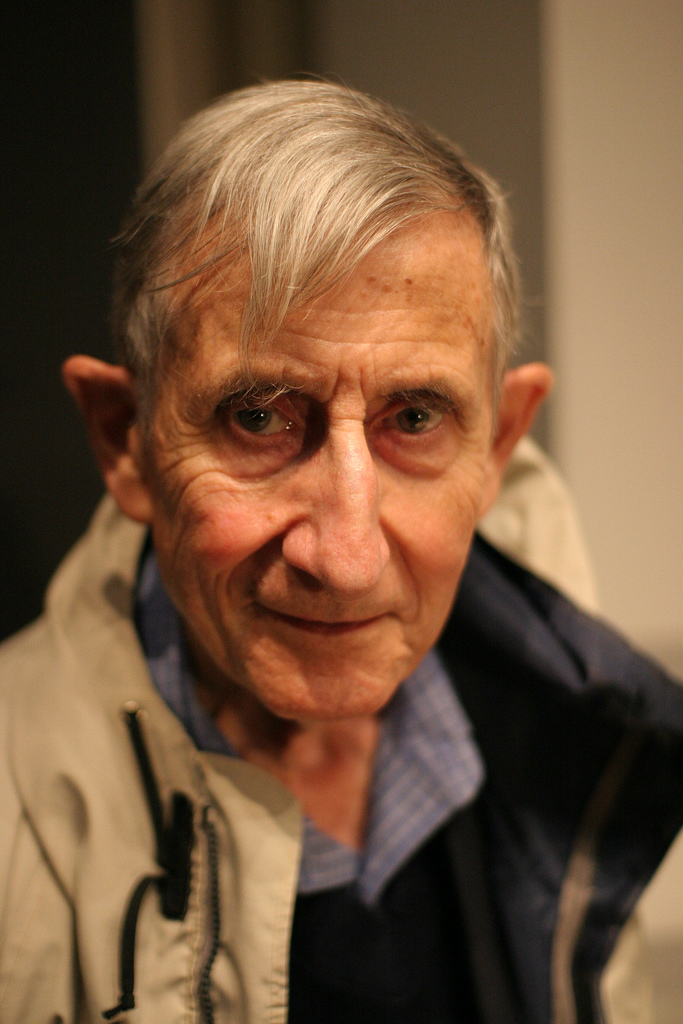
Freeman Dyson, 2005

En matemàtiques, la conjectura de Dyson és una conjectura sobre el terme constant de certs polinomis de Laurent, demostrada per Wilson i Gunson. Andrews ho va generalitzar a la conjectura de q-Dyson, demostrada per Zeilberger i Bressoud i de vegades anomenat teorema de Zeilberger-Bressoud. Macdonald el va generalitzar a sistemes arrels més generals amb la conjectura de terme constant de Macdonald, demostrada per Cherednik.

## La conjectura de Dyson
La conjectura de Dyson afirma que el polinomi de Laurent
{\displaystyle \prod _{1\leq i\neq j\leq n}(1-t_{i}/t_{j})^{a_{i}}}
té el terme constant
{\displaystyle {\frac {(a_{1}+a_{2}+\cdots +a_{n})!}{a_{1}!a_{2}!\cdots a_{n}!}}.}
Wilson i Gunson van demostrar la conjectura per primera vegada de manera independent. Després, Good va trobar una prova curta en observar que els polinomis de Laurent i, per tant, els seus termes constants, satisfan les relacions de recursió
{\displaystyle F(a_{1},\dots ,a_{n})=\sum _{i=1}^{n}F(a_{1},\dots ,a_{i}-1,\dots ,a_{n}).}
En el cas n = 3 de la conjectura de Dyson es desprèn de la identitat de Dixon.
Sills, Zeilberger i Sills va utilitzar un ordinador per trobar expressions per a coeficients no constants de Dyson del polinomi Laurent.

## La integral de Dyson
Quan tots els valors ai són igual a β/2, el terme constant en la conjectura de Dyson és el valor de la integral de Dyson
{\displaystyle {\frac {1}{(2\pi )^{n}}}\int _{0}^{2\pi }\cdots \int _{0}^{2\pi }\prod _{1\leq j<k\leq n}|e^{i\theta _{j}}-e^{i\theta _{k}}|^{\beta }\,d\theta _{1}\cdots d\theta _{n}.}
La integral de Dyson és un cas especial de la integral de Selberg després d'un canvi de variable, i val
{\displaystyle {\frac {\Gamma (1+\beta n/2)}{\Gamma (1+\beta /2)^{n}}}}
que dona una prova més de la conjectura de Dyson en aquest cas especial.

## La conjectura deq-Dyson
Andrews va trobar un q-anàleg de la conjectura de Dyson, afirmant que el terme constant de 
{\displaystyle \prod _{1\leq i<j\leq n}\left({\frac {x_{i}}{x_{j}}};q\right)_{a_{i}}\left({\frac {qx_{j}}{x_{i}}};q\right)_{a_{j}}}
és 
{\displaystyle {\frac {(q;q)_{a_{1}+\cdots +a_{n}}}{(q;q)_{a_{1}}\cdots (q;q)_{a_{n}}}}.}
Aquí (a;q)n és el símbol q-Pochhammer.

## La conjectura de Macdonald
Macdonald va estendre la conjectura a sistemes arrels finits o afins arbitraris, amb la conjectura original de Dyson corresponent al cas del sistema radicular An-1 i la conjectura d'Andrews corresponent al sistema arrel afí Un-1. Macdonald va reformular aquestes conjectures com a conjectures sobre les normes dels polinomis de Macdonald. Cherednik va provar les conjectures de Macdonald amb àlgebres de Hecke doblement afines.
La forma de Macdonald de la conjectura de Dyson per a sistemes radicals del tipus BC està estretament relacionada amb la integral de Selberg.